# Marta Lynch

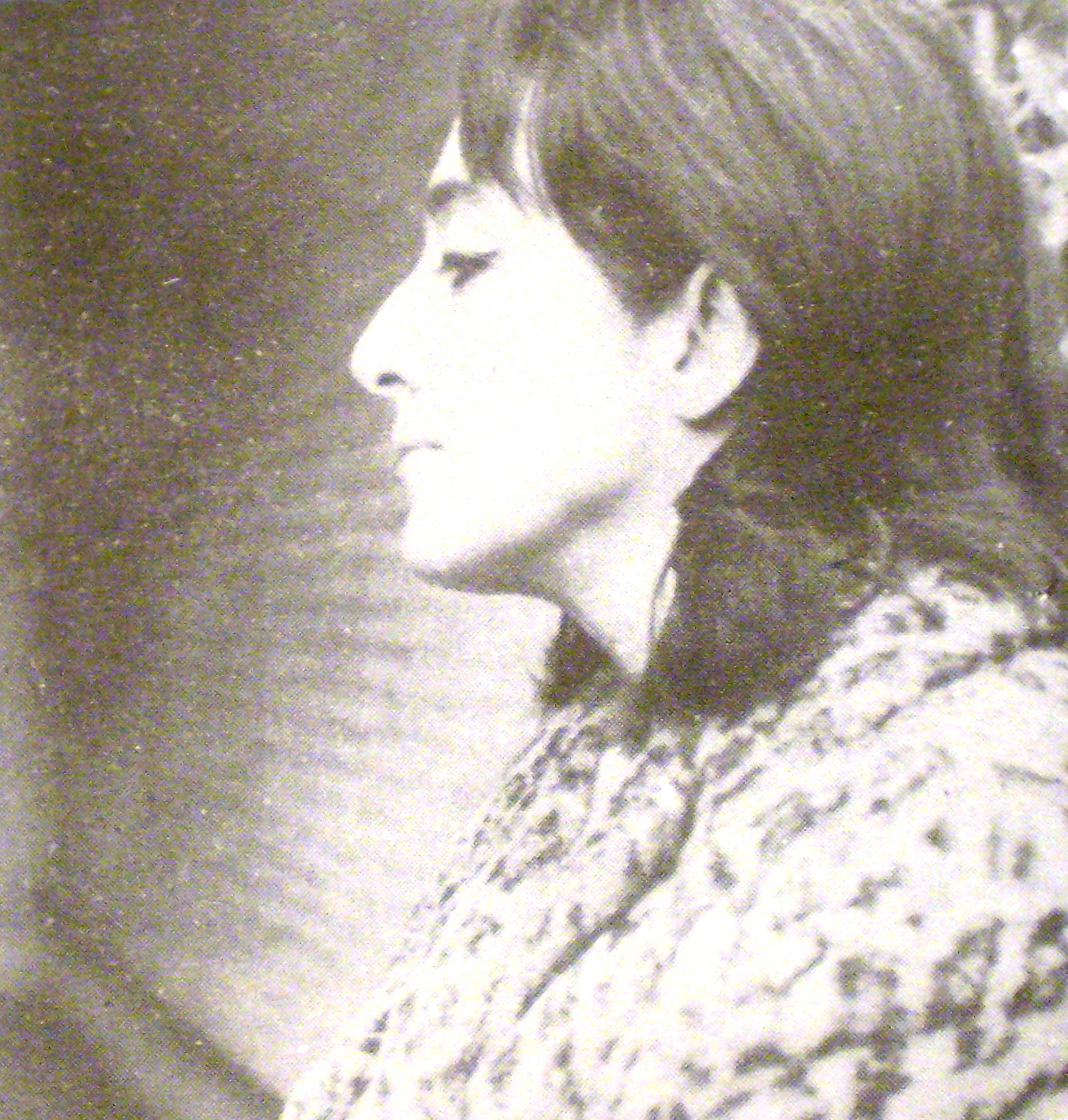
Marta Lynch na juventude.

Marta Lynch (Buenos Aires, 8 de março de 1925 — 8 de outubro de 1985) foi uma escritora argentina.

## Biografia
Marta Lía Frigerio graduou-se em literatura pela Universidade de Buenos Aires. Casou-se com o advogado Juan Manuel Lynch, com quem teve dois filhos. Viajou e deu conferências na Europa e em vários países americanos, tais como México, Cuba, Paraguai, Chile e Uruguai. Colaborou com La Nación e com diversos outros jornais e revistas do país e da América. Na Alemanha, Lynch foi proclamada uma das maiores contistas da América do Sul.
Vítima de uma grande depressão, que a deteriorou física e intelectualmente, Marta Lynch cometeu suicídio em sua casa com uma arma de fogo.

## Obras
- La alfombra roja
- Al vencedor (1965)
- Los cuentos tristes (1966)
- El cruce del río (que alude al Che Guevara)
- Un árbol lleno de manzanas
- Los dedos de la mano
- La penúltima versión de la Colorada Villanueva
- La señora Ordóñez
- Cuentos de colores (Premio Municipal, 1970)
- No te duermas, no me dejes (1984)